# Altevatnet
Altevatnet (nordsamisk: Álddesjávri) er en sø i Bardu kommune i Troms og Finnmark fylke i Norge.
Altevatnet er Norges 11. største sø, og er 35 km lang og gennemsnitlig 2 km bred; Den har udløb Barduelven, som løber ud i Målselven.
Innset, Straumsmo og Bardufoss kraftværk udnytter alle den magasinkapacitet som ligger i Altevatnet. Magasinkapaciteten er på 1,027 millioner m³. Søen er opdæmmet og kan reguleres mellem 489 og 472 moh.
Søens område er regnfuldt med 207 nedbørsdage om året.
Søen danner rammen for DRs program Alene i vildmarken, hvor 10 deltagere skal overleve alene i vildmarken, mens de filmer deres egen kamp om at skaffe mad, bygge shelter og få tiden til at gå.